# Lincolnshire Potato Railways
| Lincolnshire-Kartoffelbahnen                               | Lincolnshire-Kartoffelbahnen |
| ---------------------------------------------------------- | ---------------------------- |
| Kartoffelbahn an der Vine House Farm, Deeping St. Nicholas |                              |
| Streckenlänge:                                             | 48 km                        |
| Spurweite:                                                 | 597 mm (Schmalspur)          |
|                                                            |                              |

Die Lincolnshire Potato Railways (deutsch Lincolnshire-Kartoffelbahnen) waren ein privat betriebenes Feldbahn-Netzwerk mit einer Spurweite von 597 mm (1 Fuß 11½ Zoll) in Lincolnshire, England, mit dem die geernteten Kartoffeln von den Feldern zum nächsten normalspurigen Verladegleis gebracht werden konnten.

## Wesentliche Anlagen
Es gab zwei wesentliche Kartoffelbahnanlagen: Eine beim Dorf Nocton (die „Nocton Estate Light Railway“) südlich von Lincoln, in der Nähe des Bahnhofes Nocton und Dunston und die andere nördlich von Holbeach im Süden der Grafschaft bei den Bahnhöfen Fleet and Sutton Bridge. Es gab außerdem weitere kleinere Anlagen in Lincolnshire, wie z. B. bei Deeping St. Nicholas.

## Geschichte
Die Firma W. Dennis & Sons besaß große Landgüter in Nocton (8.000 Acres), Deeping St. Nicholas (2.000 Acres) und Kirton (2.000 Acres). Der Farm-Manager für die Dennis Familie war Major Leonard „Jock“ Webber. Er war der Geschäftsleiter aller Farmen im Gebiet von Nocton. Sein Vater Henry Webber war Börsenmakler und Leiter der Burstow Hunt. Er war im Alter von 67 Jahren wohl der älteste im Ersten Weltkrieg gefallene Soldat, was seinen Sohn dazu inspirierte, sich eine Feldbahn aus Armeebeständen im französischen Arras zu beschaffen, deren Gleise während des Ersten Weltkrieges für den Nachschub genutzt worden waren.
Die ersten 6,5 km des Feldbahngleises wurden bei Nocton im Fenland östlich von Wasp’s Nest verlegt. Nach 1926 wurde die Feldbahn zu einem Abstellgleis an der normalspurigen Bahnlinie von Lincoln nach Sleaford verlängert. Wegen des intensiven Einsatzes von Lokomotiven wog das Gleis 10 Kilogramm pro Meter (20 Pfund pro Yard).
Während des Höhepunktes des Bahnbetriebs gab es allein auf dem Norton Estate 37 km einspurige Gleise und insgesamt über 48 km. Nahezu jedes Feld der großen Landgüter konnte erreicht werden, so dass die Ernte direkt auf Loren verladen werden konnte. Am Stumpfgleis beim alten Bahnhof von Nocton und  Dunston standen die Werkstätten des Landguts, eine Mühle, ein Gewächshaus und ein Lokomotivschuppen. Es gab ein Dock zum Umladen der landwirtschaftlichen Produkte in Normalspurwagen, die auf einem Abstellgleis an der Hauptstrecke von Lincoln nach Sleaford bereitgestellt wurden.

## Streckenverlauf
Bei der Mühle gab es eine große Landkarte der Felder mit einem Streckenverlaufsplan auf einer mit grünem Billardtuch bespannten Tafel. Jedes Feld war nummeriert, und die Nummern aller Loren konnten darauf festgepinnt werden. Die Fahrten wurden von einem Fahrdienstleiter organisiert.
Nachdem 1927 die Bardney Beet Zuckerfabrik in Betrieb genommen worden war, wurden die Zuckerrüben mit der Feldbahn zu einem Rübenlager gebracht, von wo aus sie in einem Greifer eines Portalkrans über den Fluss Witham transportiert wurden.
Der Hauptkunde war der Kartoffelchipshersteller Smith’s Potato Crisps, und diese Firma kaufte 1936 schließlich das Land von W. Dennis & Sons. Zu Spitzenzeiten wurden 220 Arbeitspferde eingesetzt und es gab 1.000 Rinder, 3.000 Schweine und 2.000 Schafe. 1948 wurden 24 Traktoren beschafft und 1951 gab es bereits 32. 1955 produzierte das Landgut jährlich 17.000 Tonnen verschiedener Produkte, aber seit dem Zweiten Weltkrieg wurde der Transport zunehmend von Sattelschleppern übernommen, da die ländlichen Straßen bereits stabil genug ausgebaut worden waren, um auch Güter auf der Straße zu transportieren. Um 1960 waren fast alle Felder über Straßen erreichbar, was zur Stilllegung der Kartoffelbahnen führte.

## Stilllegung

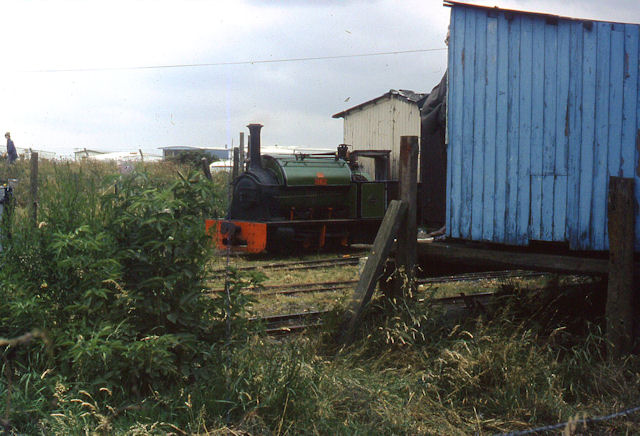
Dampflok bei den alten Schuppen der Lincolnshire Coast Light Railway

Alle Kartoffelbahnen waren 1969 stillgelegt, nachdem der Betrieb zunehmend mit Lastwagen abgewickelt wurde. Einige Lokomotiven, Loren und Wagen aus Norton sind erhalten und können auf der Lincolnshire Coast Light Railway bei Skegness besichtigt werden.